# Чекелик
Чекелик (кирг. Чекелик) — село в Кадамжайском районе Баткенской области Кыргызстана. Входит в состав айылного аймака Исхак-Полотхан.

## География
Село расположено в восточной части области, вблизи государственной границы с Узбекистаном, на расстоянии приблизительно 7 километров (по прямой) к северо-западу от города Кадамжай, административного центра района. Абсолютная высота — 824 метра над уровнем моря.

## Население
Согласно оценочным данным Национального статистического комитета Кыргызской Республики, численность населения села на начало 2023 года составляла 1738 человек.
| год     | 2009 | 2014 | 2015 | 2020 | 2021 | 2023 |
| ------- | ---- | ---- | ---- | ---- | ---- | ---- |
| человек | 1380 | 1270 | 1611 | 1646 | 1677 | 1738 |